# Франклин (тропический шторм, 2005)
Тропический шторм Франклин (англ. Tropical Storm Franklin) — тропический циклон, который существовал над западной частью Атлантического океана в июле 2005 года. Это был шестой проименованный тропический шторм сезона, который дважды достигал силы урагана.
Тропический циклон сформировался над Багамскими островами 21 июня, после чего двигался разнонаправлено, достигнув Бермудских островов 26 июля. «Франклин» превратился во внетропический циклон у острова Ньюфаундленд и был поглощён большой зоной низкого давления. Национальный ураганный центр не смог спрогнозировать движение этого тропического циклона из-за сложности принятия во внимание сильного градиента ветра. Циклон, однако, не нанёс значительных разрушений, поскольку существовал почти исключительно над океаном.